# Штырков, Евгений Иванович
Евге́ний Ива́нович Штырко́в (род. 22 декабря 1936, Казань) — советский и российский физик, доктор физико-математических наук (1985), профессор (1990), заслуженный деятель науки Российской Федерации (2009).

## Биография
После окончания Казанского государственного университета (1954—1959) начал работу инженером в Государственном институте прикладной оптики (инженер, ведущий инженер, старший научный сотрудник, начальник лаборатории квантовой электроники). С 1971 года работает в Казанском физико-техническом институте РАН в лаборатории быстропротекающих молекулярных процессов (главный научный сотрудник); заведующий лабораторией нестационарной оптической спектроскопии.
Кандидат физико-математических наук по квантовой электронике (1968), доктор физико-математических наук по оптике (1985).

## Звания и государственные награды
- 1982 — лауреат Государственной премии СССР в области науки за цикл работ (1970—1981) по резонансной динамической голографии,[2][нет в источнике]
- 1988 — лауреат Государственной премии СССР в области науки за открытие и исследование ориентированной кристаллизации полупроводников под действием лазерного света (лазерный отжиг),[3]
- 1995 — Заслуженный деятель науки Республики Татарстан,
- 2000 — Заслуженный деятель науки Российской Федерации

### Общественные награды и членство в организациях
- 2009 — медаль им.академика Ю. Н. Денисюка (Оптическое Общество России, диплом № 3) за выдающиеся достижения в физической оптике и голографии
- Член Оптического Общества России (1990)
- Член Оптического Общества Америки (1993)

## Научные работы
Более 40 научных публикаций и 20[уточнить] изобретений в области квантовой электроники, нелинейной оптики и микроэлектроники. Индекс Хирша равен семи. Цитируется в работах по переходным решеткам и эхо-голографии.
- Первое наблюдение попутного 4-х волнового взаимодействия, описанного в терминах динамических голограмм[5].
- Открытие импульсной ориентированной кристаллизации ионно-имплантированных полупроводников (лазерный отжиг)[6][7].
- Предложена теория фотон-эхо голографии[8]
- Теоретическое предсказание[9] и экспериментальное наблюдение[10] явления генерации решеток-интерферограмм при полном разнесении во времени взаимодействующих пучков света, первое наблюдение обращенного фотонного эха.

## Ненаучные работы
Имеет ряд статей дискуссионного характера об эфирном ветре.